# Allantophoma endogenospora
Allantophoma endogenospora är en svampart som beskrevs av Kleb. 1933. Allantophoma endogenospora ingår i släktet Allantophoma, divisionen sporsäcksvampar och riket svampar.   Inga underarter finns listade i Catalogue of Life.